# Hans-Jürgen Scheringer
Hans-Jürgen Scheringer (* 14. September 1904 in Buenos Aires, Argentinien; † 3. Dezember 1942 bei Ardon, Nordossetische ASSR) war ein preußischer Landrat.

## Leben
Scheringer besuchte das Joachimsthaler Gymnasium. Als Jurastudent trat er bereits frühzeitig in die Schwarze Reichswehr ein und beteiligte sich 1923 am Küstriner Putsch gegen Gustav Stresemann. 1931 ist er als NSDAP-Mitglied nachweisbar. In der öffentlichen Verwaltung stieg er zum Oberregierungsrat auf.
Als Nachfolger von Rudolf Kriele wurde er im Oktober 1939 kommissarisch und ab 1940 offiziell Landrat in Sorau und wirkte im gleichnamigen Landkreis Sorau (Lausitz). Im Zweiten Weltkrieg wurde er als Panzergrenadier zum Kriegsdienst eingezogen. Er erhielt das Kriegsverdienstkreuz II. Klasse und fiel im Dezember 1942.